# IC 3247
IC 3247 је спирална галаксија у сазвјежђу Береникина коса која се налази на листи објеката дубоког неба у Индекс каталогу.
Деклинација објекта је + 28° 53' 35" а ректасцензија 12h 23m 14,0s. Привидна величина (магнитуда) објекта IC 3247 износи 14,8 а фотографска магнитуда 15,5. IC 3247 је још познат и под ознакама UGC 7459, MCG 5-29-77, CGCG 158-96, FGC 1422, PGC 40205.